# Kaltfiltrierung
Kaltfiltrierung (engl. chill filtering) bezeichnet die Filtration von Spirituosen wie  Whisky, Obstbränden etc. nach der Fassreifung. Das fertige Produkt trübt sich dann nicht ein, selbst bei Zugabe von Wasser oder Temperaturveränderungen.  
Die Spirituose wird zur Filtrierung auf Temperaturen um den Gefrierpunkt abgekühlt (Blends ca. −4 °C, Single Malt ca. 0 °C). Dabei fallen Trübstoffe wie Ester, Proteine und Fettsäuren aus und lassen sich so zusammen mit anderen Schwebstoffen (z. B. feine Holzspäne des Fasses) durch einen feinporigen Adsorptionsfilter, z. B. Schichtenfilter, entfernen.
Die Kaltfiltrierung ist eine hauptsächlich kosmetische Maßnahme. Da bei ihr auch Geschmacksträger wie Ester, Proteine und Fettsäuren entfernt werden, führt sie zu einer Geschmacksveränderung. Um diese „Verfälschung“ zu vermeiden, verzichten einige Whisky-Destillerien auf die Kaltfiltrierung und kennzeichnen ihren Whisky als Unchillfiltered oder auch Non Chill Filtered. Eintrübungen können dann bei Verdünnung auf eine Trinkstärke von ca. 40 % entstehen, jedoch vermieden werden, indem der Whisky nur auf ca. 46 % verdünnt wird.